# Indiana Jones and the Staff of Kings
Indiana Jones and the Staff of Kings (Indiana Jones i berło królów) – historyczno-fantastyczna gra wideo wydana przez LucasArts na konsole Wii, Nintendo DS, PlayStation 2 i PlayStation Portable. Jest to trzecia gra trójwymiarowa w serii Indiana Jones, a jej poprzedniczki to Indiana Jones and the Infernal Machine oraz Indiana Jones and the Emperor’s Tomb. Fabuła gry jest umiejscowiona w 1939 roku, czyli rok po wydarzeniach z Ostatniej Krucjaty.

## Fabuła gry
Fabuła gry różni się w zależności od wersji:

### Wersja na Nintendo Wii i PlayStation 2
Gra rozpoczyna się w 1939 roku na pustyni w Sudanie. Indiana Jones znów natyka się na nazistów – tym razem robią wykopaliska blisko nibijskich piramid. Indy'emu udaje się znaleźć główny artefakt – złote Popiersie o Głowie Barana. Niestety przejmuje je Magnus Völler – rywal Indiany, który aktualnie pracuje z nazistami. Indy'emu udaje się wymknąć z obozu nazistów i odlecieć samolotem z kanionu.
Następnie Indy wyrusza do Chinatown w San Francisco zaniepokojony listem od swojego dawnego przyjaciela Archiego Tana, który chce z nim porozmawiać o zniknięciu Charlesa Kingstona (jego byłego nauczyciela) w 1933 roku i jego powiązaniu z tajemniczą Nefrytową Sferą. Indy spotyka córkę Tana, Suzie Tan, która zostaje niespodziewanie porwana przez organizację Hip Chen Tongów. Dowodzi nimi człowiek o ksywce Ślepy Kaczor, który wbrew pozorom potrafi znakomicie strzelać. Indy'emu udaje się uwolnić Suzie w fabryce fajerwerków (po drodze musi też zmierzyć się z ludźmi dawnego znajomego Lao Che w jego tawernie), a Ślepy Kaczor ginie porażony prądem.
Suzie oznajmia Indy'emu, że jej ojciec został porwany, a jego gabinet przeszukany. Indy odkrywa, że w gabinecie istnieje podziemne przejście do ukrytego pod fundamentami miasta statku – Gwiazdy Orientu. Był to XIX-wieczny statek handlowy zajmujący się przemytem towarów z Chin do Stanów Zjednoczonych. Po trzęsieniu w 1905 roku został zakopany pod miastem. Indianie udaje się pokonać Tongów, którzy ciągle deptali mu po piętach i znaleźć Nefrytową Sferę. Indy spotyka się z Magnusem, który jak się okazuje jest prawdziwym sprawcą porwania Archiego Tana. Indianie udaje się oszukać Magnusa i wraz z Archiem odbywają jazdę tramwajem linowym, podczas gdy ludzie Magnusa próbują ich zastrzelić z samochodów. Po udanej ucieczce, Indy stwierdza, że Kingston pozostawił Nefrytową Sferę, by wskazać mu drogę. Wyrusza więc tam, gdzie jego nauczyciel w 1922 roku odnalazł Sferę – do Panamy.
W Panamie Indy poznaje uroczą reporterkę Maggie O’Malley, która wraz z nim wyrusza w dół rzeki. Indiana przedostaje się najpierw do pobliskiej wioski, gdzie dostaje od tubylców klucz otwierający Panamską Świątynię, a następnie wyrusza w jej głąb. Po drodze napotyka też na dość trudnego przeciwnika – Sudao – jednego z ludzi Magnusa. Kiedy Indy dociera na szczyt Świątyni, za pomocą Sfery odnajduje Dziennik Kingstona, który informuje go o głównym obiekcie poszukiwań nazistów – Berle Królów, czyli laski Mojżesza, odpowiedzialnej za rozstąpienie Morza Czerwonego oraz dziesięć plag egipskich.
Indiana wyrusza do Stambułu, gdzie ma zamiar odnaleźć „Pasterza” o którym wspominał dziennik. W Pałacu Tokapi'ego, po starciu z nazistami i rozwiązaniu wielu zagadek odkrywa, że ów „Pasterz” to nazwa wielkiego wahadła, które wskazuje miejsce ukrycia Berła – jest nim pewne miejsce w Himalajach. Aby uciec przed nazistami Indy i Maggie jadą ulicami Stambułu na słoniu, a następnie lecą samolotem do Nepalu.
Tam Indy spotyka Kingstona, który od 1933 roku jest goszczony przez tubylców we wiosce u podnóży Świątyni Berła. Niestety Magnus odnajduje Świątynię (do której drogi jak się okazuje nie wskazywał tylko jeden „Pasterz”), więc Indy wyrusza by go powstrzymać. Przedostaje się do Świątyni i rozwiązując starożytne zagadki odnoszące się do scen z życia Mojżesza, znajduje Berło Królów. Jednak Magnus łapie Jonesa, przejmuje Berło i wysadza wejście do Świątyni (nie chce rozstrzeliwać Indy’ego). W międzyczasie okazuje się także, że Maggie nie jest reporterką, tylko pracującą dla brytyjskiego wywiadu agentką, która chce uniemożliwić przejęcie Berła faszystom. Indy'emu udaje się uciec i dostać na pokład sterowca Magnusa – Odina.
Tutaj Indy przedziera się przez szwadrony nazistów i dociera do głównego pomieszczenia w sterowcu, aby odzyskać Berło i uratować przyjaciół. Niestety nie udaje mu się to – Kingston zostaje zastrzelony osłaniając go przed kulą, a Magnus używa mocy Berła aby przenieść się, Indy’ego i Maggie na dno morskie – wody morza rozstępują się przed nimi. Dalej następuje pościg za Magnusem na motorze, pod koniec którego Indy odbiera Magnusowi Berło, jednocześnie spychając go w otchłań. Kiedy Indy i Maggie przedostają się na suchy ląd, Indy zamyka morze, zatapiając tym samym Odina.
Gra kończy się chwilą romantycznego pocałunku, podczas gdy laska Mojżesza zamienia się w węża i wyrusza w swoją drogę.

### Wersja na Nintendo DS
Gra zaczyna się już w San Francisco, gdzie Indy poszukuje Archiego Tana. Przyjaciel Tana, Loo Sing, informuje Indy’ego, że Archie został porwany przez Tongów. Suzie Tan pomaga Indy'emu odnaleźć wskazówki zostawione przez Archiego i dzięki nim Indy odnajduje ukryte przejście za gongiem w tawernie Lao Che, które prowadzi go do statku – Gwiazdy Orientu. Znajduje tam Nefrytową Sferę, a następnie dzięki podstępowi udaje mu się uwolnić Archiego i uciec Tongom na dachu tramwaju linowego. Archie oznajmił Indy'emu, że to Kingston polecił mu ukryć Sferę. Indy zdecydował się więc wyruszyć do Panamy.
W drodze do Świątyni, Indy poznaje Maggie O’Malley i jest zmuszony podjąć walkę na łodzi z nazistami, którzy chcą przejąć Sferę. Udaje mu się jednak dostać do Świątyni i odnaleźć notatki Kingstona. Tuż po ich przejrzeniu pojawia się Magnus i Indy jest zmuszony je zniszczyć.
Indy wyrusza do Paryża w poszukiwaniu tajemniczego „Pasterza” opisanego w notatkach Kingstona. W katakumbach pod miastem odnajduje tajemne przejście do Rzymskich rejonów miasta, gdzie ukryto grobowiec „Pasterza”. Rozwiązując zagadkę na grobowcu, Indy odkrywa, że Berło jest w Himalajach. Po wydostaniu się z katakumb, wsiada z Maggie do Orient Expressu i stacza kolejną walkę z nazistami na dachu pociągu. Udaje mu się odłączyć wszystkie wagony poza swoim, co powinno opóźnić Magnusa.
Indy odnajduje Kingstona, a następnie po pojawieniu się Magnusa, wyrusza na poszukiwanie Berła. Znajduje je w pobliskiej Świątyni, po przejściu wielu śmiercionośnych prób. Niestety w międzyczasie Magnus łapie Kingstona i Maggie, więc Indy jest zmuszony oddać Berło. Udaje mu się jednak przedostać na teren sterowca Magnusa (Odina) i odzyskać je. Kingston ginie biorąc na siebie strzał przeznaczony dla Indy’ego, a Indiana i Maggie wyskakują z Odina. Moc Laski powstrzymuje ich przed ciężkim upadkiem i rozstępuje przed nimi wody morza. Po dotarciu na suchy ląd Indy używa Berła, by rozdzielić sterowiec na pół i zamyka nad nim morze, w wyniku czego naziści i Magnus zostają zabici.
Indy pod koniec gry zastanawia się, co zrobić z Berłem, gdy nagle Laska przemienia się w węża. Indy i Maggie odchodzą w stronę zachodzącego słońca.

### Wersja na PlayStation Portable
Jest to najbardziej różniąca się wersja gry, głównie z powodu innego producenta. Najważniejsze różnice:
- Gra rozpoczyna się w 1922 roku, gdzie Indy i Magnus poszukują dla Kingstona tajemniczej Nefrytowej Sfery (w innych wersjach Kingston sam znalazł Sferę).
- Pominięto rozdział w Sudanie.
- Kiedy Indy przyjeżdża do San Francisco, oboje Archie i Suzie są w niewoli u Tongów. Indy sam znajduje wskazówki dotyczące tego, gdzie są przetrzymywani.
- Nefrytowa Sfera jest ukryta na przedmieściach San Francisco, a nie w Gwieździe Orientu (statek ten zupełnie nie występuje w tej wersji).
- Sfera zostaje odebrana Jonesowi na początku rozdziału w Panamie przez Sudao. Indy musi więc najpierw odzyskać kulę, a dopiero potem utorować sobie drogę do Panamskiej Świątyni (zwanej tutaj Świątynią Kosmosu).
- Podobnie jak w wersji Wii/PS2, „Pasterz” jest ukryty w Pałacu Tokapi'ego, jednakże w zupełnie innej części, wybudowanej w stylu romańskim. Ponadto Indy musi najpierw znaleźć Kroniki Pasterza, które doprowadzą go do miejsca jego ukrycia.
- Wioska u podnóża Świątyni Berła jest tutaj nazwana Suya Desh.
- Pod koniec gry Indiana zatapia Odina wraz z Magnusem na pokładzie za pomocą Laski Mojżesza.